# Convention d'Aguascalientes

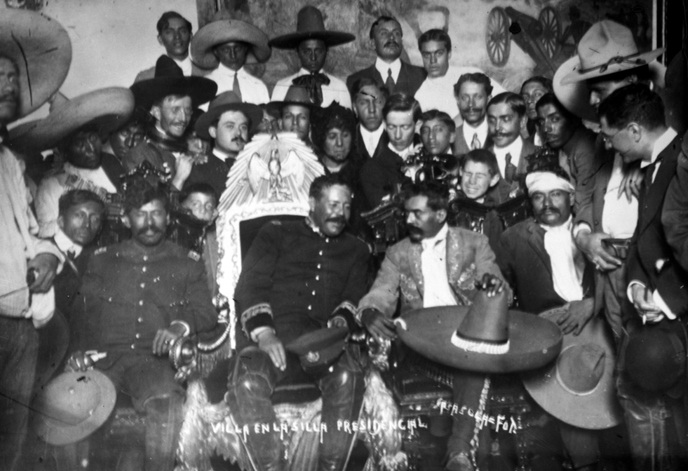
Les généraux Pancho Villa et Emiliano Zapata, le 4 décembre 1914, peu après la Convention d'Aguascalientes, pendant la révolution mexicaine

La Convention d'Aguascalientes (en espagnol: Convención de Aguascalientes) est un épisode de la révolution mexicaine, au cours duquel les différentes factions révolutionnaires se réunirent pour tenter de régler leurs différends.

## Prémices
Au cours de l'été 1914,  des dissensions commencent à apparaître entre les factions révolutionnaires qui viennent de défaire les troupes fédérales du président Victoriano Huerta et d'obliger ce dernier à quitter le Mexique. L'opposition est particulièrement vive entre Pancho Villa, commandant la division del Norte et Venustiano Carranza, qui se considère envers et contre tout comme le premier chef» (primer jefe en espagnol) de la révolution. Une «convention des représentants des gouverneurs et des commandants des unités de l'armée constitutionnaliste, convoquée par Carranza à Mexico pour soutenir ses prétentions, fut un fiasco. Sous la pression de certains généraux, qui souhaitent éviter un affrontement entre Carranza et Villa, il fut décidé qu'elle se poursuivrait en terrain neutre, à Aguascalientes.

## Déroulement
Le 10 octobre 1914, les 152 délégués de la convention commencent leurs travaux à Aguascalientes au théâtre Morelos. Le 14 octobre, les délégués prêtent serment de fidélité à la convention. Chacun d'entre eux, appose sa signature sur le blanc du drapeau mexicain.  La convention se déclare souveraine. Antonio I. Villareal est nommé président. On peut grosso modo diviser les participants en trois groupes : les villistes, les carrancistes et les «indépendants», bien qu'aucun des trois ne soit vraiment homogène. Les envoyés de Villa, au nombre de trente-sept, dirigés par Felipe Ángeles et Roque González Garza étaient minoritaires. Les principaux représentants des «indépendants» sont Lucio Blanco et Eulalio Gutiérrez. Pancho Villa apparaît brièvement à la convention. Venustiano Carranza, bien qu'invité à y assister, ne s'y montrera jamais.
Ce sont les «indépendants» qui émettent l'idée d'inviter à la convention des représentants zapatistes. Felipe Ángeles, un des meilleurs lieutenants de Villa, qui est favorable à un rapprochement avec Emiliano Zapata, dirigea une délégation de la Convention au Morelos pour convaincre ce dernier de prendre part aux travaux. Bien que Zapata ait initialement montré quelques réticences, le 22 octobre, il finit par envoyer vingt-six commissaires à Aguascalientes, parmi lesquels Antonio Diaz Soto y Gama. Ce groupe d'intellectuels zapatistes convainc les autres délégués d'adopter tacitement les principaux points du plan d'Ayala au cours d'une réunion pourtant fort agitée au départ : Soto Y Gama est à l'origine de l'Incidente de La Bandera (es) car ayant refusé de signer sur le drapeau mexicain plusieurs centaines de délégués braquèrent leur arme sur lui, ne supportant pas l'insulte au symbole de la nation, il dut se rétracter, s'incliner pour signer, évitant ainsi d'être tué.
Le général Álvaro Obregón manœuvre de manière à devenir l'arbitre de la convention. Il est à l'origine, avec Felipe Angeles, d'une proposition présentée le 30 octobre : démettre Carranza, retirer à Villa le commandement de la division del Norte et désigner un président par intérim. Le1er novembre 1914, Eulalio Gutiérrez est élu président provisoire par la Convention. 
Carranza, qui a déployé en vain des manœuvres dilatoires et entend soumettre sa démission à certaines conditions, quitte Mexico le 2 novembre pour la ville de Cordoba. Il finit par être déclaré rebelle par la convention le 10 novembre. Le 16 novembre, l'assemblée clôt ses travaux.

## Bilan
Obregón, qui considère l'issue de la Convention comme un échec, se rallie à Carranza. La rupture entre les dirigeants révolutionnaires est consommée. Le mouvement est maintenant divisé en «institutionnalistes» et en «conventionnalistes», qui vont s'affronter au cours des batailles les plus sanglantes de la révolution au printemps 1915. 